# Maria Leonor Madinya
María Leonor Madinyá Andrade (15 de febrero de 1936 – 7 de septiembre de 2006) fue una poeta y presentadora de radio ecuatoriana. Su poesía, profundamente introspectiva y escrita en gran medida en forma de sonetos, se destacó por su carga emocional y sus temas espirituales, convirtiéndola en una voz respetada de la literatura ecuatoriana del siglo XX. A pesar de perder la vista en su juventud, dominó el sistema Braille y continuó escribiendo y promoviendo la inclusión de las personas ciegas. Sus obras más conocidas incluyen los poemarios Palpitar de un sueño (1966) y Ventana del Alba (1968), y condujo el exitoso programa radial Música y Poesía durante más de dos décadas.

## Primeros años y familia
María Leonor nació en Guayaquil el 15 de febrero de 1936. Fue hija del profesor Eloy Madinyá Veintimilla y de Adelaida Andrade Valero, ambos oriundos de Guayaquil. Sus padres se separaron poco después de su nacimiento, y fue criada por su madre, quien más tarde contrajo matrimonio con Víctor Manuel Herrera Pérez, el hombre que le enseñó sus primeras letras. Era una estudiante precoz: a los siete años ingresó directamente al segundo grado en la Escuela José Mejía Lequerica de Guayaquil.
Pertenecía a una familia guayaquileña de linaje distinguido. Era bisnieta de Antonio Madinyá Vilasendra (1837–1920), un comerciante adinerado de Guayaquil, y sobrina-bisnieta del Dr. Alejo Lascano Bahamonde (1840–1904), pionero de la cirugía en el país y fundador de la Facultad de Medicina de la ciudad. Estas raíces familiares en la élite cultural guayaquileña son mencionadas en varias biografías.
Desde niña fue descrita como una persona callada y sensible. Los biógrafos señalan que, incluso de pequeña, mostraba cierta melancolía, prefería la soledad y sentía un temprano amor por la naturaleza. A los once años, durante una visita a la finca de su tío en Salitre, relató haberse inspirado bajo un árbol, “imaginando que las hojas conversaban”, lo que despertó sus primeros poemas.

## Pérdida de la vista y educación
Después de terminar la secundaria en 1953, María Leonor sufrió un accidente grave: cayó en una alcantarilla destapada durante una visita familiar en Milagro, golpeándose la cabeza. Aunque sobrevivió, el accidente desencadenó una pérdida progresiva de la visión, y para 1958 ya estaba completamente ciega. Ella misma contaba que primero perdió la vista del ojo derecho y, con los años, el otro ojo hasta quedar en ceguera total.
La ceguera repentina la sumió en una profunda depresión durante dos años. Sin embargo, escuchar a su madre llorar fuera de su habitación la motivó a buscar fuerzas. Hacia 1959 decidió adaptarse y comenzó a aprender Braille. Primero estudió con Matías Alcívar Franco y luego con Byron Eguiguren Ordóñez. Ese mismo año ingresó a la Escuela Municipal de Ciegos de Guayaquil, donde estudió cuatro años. En ese tiempo, su madre y su sobrina le leían libros en voz alta para suplir la escasez de textos en Braille.

## Carrera literaria
Su carrera literaria comenzó poco después de recuperarse de la depresión. En 1960 conoció al poeta Francisco Pérez Febres-Cordero, quien leyó uno de sus sonetos y lo publicó en el suplemento literario del diario El Universo. Esto le dio notoriedad inmediata. Su obra —caracterizada por el soneto clásico, la melancolía y un romanticismo delicado— fue rápidamente apreciada en los círculos literarios guayaquileños.
En 1962 lanzó un programa radial semanal llamado Música y Poesía en Radio Cristal de Guayaquil (posteriormente en Radio Cenit). En este espacio cultural de una hora recitaba poemas propios y de otros autores, a menudo acompañados de música. El programa tuvo gran acogida y se mantuvo durante muchos años, consolidando su figura pública.
Publicó varios poemarios. Animada por la poetisa Aurora Estrada, editó su primer libro, Palpitar de un sueño, en 1966. Luego publicó Ventana del Alba (1968), que le valió el Premio del Ministerio de Educación. En 1974 apareció su tercer poemario, Dialogar íntimo. También coescribió Pórtico entre dos almas (1970) con el Dr. Gonzalo Medina Murillo. Además, escribió la letra del pasillo “Ansias de amor”, musicalizado por Nicasio Safadi.

## Labor social y defensa de los ciegos
María Leonor se convirtió en una destacada defensora de los derechos de las personas ciegas. Tras dominar el Braille y retomar su producción literaria, promovió la educación inclusiva y la cultura para personas con discapacidad visual. En 1976 recibió una beca para estudiar en el Instituto de Ciegos “Luis Braille” en Lima, Perú. Allí cursó tiflología (métodos de enseñanza para ciegos) y psicología clínica, además de ofrecer recitales poéticos. Vivió intermitentemente en Lima entre 1976 y 1983, combinando estudios con labores culturales como “pedagoga y poetisa” para la comunidad ciega.
De regreso en Ecuador, impartió charlas y enseñó Braille en escuelas para ciegos. Su propia tenacidad para estudiar y enseñar se convirtió en ejemplo para otros.

## Últimos años y fallecimiento
En sus últimos años, María Leonor regresó definitivamente a Guayaquil tras su etapa en Perú. Siguió escribiendo y trabajando en la radio, siendo reconocida como una de las poetas contemporáneas más importantes de Ecuador. Estaba preparando un quinto poemario, tentativamente titulado Arias del Corazón, inspirado en la muerte de su madre, pero no pudo concluirlo debido a su salud deteriorada.
Aunque sus padres se separaron cuando ella era un bebé, su padre, Eloy Madinyá Veintimilla, la apoyó económicamente durante su crianza.
María Leonor nunca se casó ni tuvo hijos. En su etapa final fue cuidada por sus medios hermanos paternos, **Eduardo Madinyá Balladares** y **Eloy Madinyá Dolz**, quienes le brindaron apoyo y compañía.
Madinyá Andrade falleció el 7 de septiembre de 2006 en Guayaquil, a los 70 años, a causa de un paro cardíaco. La prensa local le dedicó homenajes: el diario El Universo la recordó como una “dama de la mayor sencillez y transparencia” que “siempre estuvo dispuesta a abrir sus generosas manos” a quienes colaboraron con su programa.

## Legado y reconocimientos
Su obra consolidó su reputación como una de las mejores sonetistas del país. Ventana del Alba (1968) obtuvo el premio del Ministerio de Educación, y representó a la provincia del Guayas en el Primer Congreso de Mujeres en Quito. Sus poemas siguen apareciendo en antologías de la poesía ecuatoriana del siglo XX.
Más allá de su escritura, es recordada como pionera entre escritores ciegos en Ecuador. Críticos y biógrafos la describen como “un ejemplo viviente” de superación. Su programa Música y Poesía allanó el camino para más espacios culturales en la radio guayaquileña.

### Premios y honores
- Premio del Ministerio de Educación de Ecuador (1968, por Ventana del Alba)
- Delegada del Guayas al Primer Congreso de Mujeres en Quito (1969)
- Presencia en diccionarios y antologías literarias nacionales

## Obras destacadas
- Palpitar de un sueño (1966)
- Ventana del Alba (1968)
- Dialogar íntimo (1974)
- Pórtico entre dos almas (1970, con Gonzalo Medina Murillo)
- Arias del Corazón (inédita)